# Gwda
Il Gwda è un fiume che attraversa la Polonia, ha una lunghezza di 145 chilometri.